# Песчано-гравийная смесь

Песчано-гравийная смесь (ПГС) — строительный материал. Представляет собой смесь с содержанием гравия и песка. Важнейшей характеристикой ПГС является её зерновой состав. Различают два вида ПГС: природную и обогащённую (ОПГС). В соответствии с ГОСТ 23735-2014 в природной песчано-гравийной смеси содержание зерен гравия размером более 5 мм должно быть не менее 10% и не более 90% по массе.

## Обогащённая песчано-гравийная смесь
ОПГС имеет нормированное соотношение песка и гравия. Согласно ГОСТ 23735-2014, делится на 5 групп, отличающихся этим соотношением. В состав ОПГС наряду с природными компонентами могут входить щебень и дроблёный песок.

## Применение
Применяется в качестве заполнителя для бетонов, в частности, наряду с водой и цементом входит в состав строительного раствора.

Также применяется: 
для устройства нижних слоев оснований под дорожные покрытия, дренирующих слоев, дорожных насыпей, временных автомобильных дорог, обратной засыпки котлованов, траншей, устройства подушек под монолитные фундаменты, отсыпки оснований под различные площадки, для планировки и благоустройства территории, для рекультивации и в других видах строительства